# عادل الزمیل
عادل الزمیل (عربی: عادل عبد المحسن الزمیل) شهروند کویت است که در بازداشت خارج از روند قانونی در بازداشتگاه گوانتانامو در کوبا نگهداری می‌شد.
بر پایهٔ گزارش نیروهای آمریکایی در گوانتانامو، الزمیل در ۲۳ اوت ۱۹۶۳ در شهر کویت به دنیا آمده است. الزمیل در فوریه ۲۰۰۲ در پاکستان دستگیر شد و در ۲ نوامبر ۲۰۰۵ به کویت بازگردانده شد.

## العوده علیه ایالات متحده
عادل الزمیل یکی از یازده بازداشتی‌ای بود که در «گزارش وضعیت دادخواهان» ژوئیه ۲۰۰۸ که توسط دیوید جی. سینامون در پرونده العوده علیه ایالات متحده از طرف چهار زندانی باقی‌مانده کویتی در گوانتانامو ارائه شد، پوشش داده شده بود. هفت زندانی دیگر نیز به این پرونده اضافه شده بودند. این پرونده اعلام می‌کرد که دولت آمریکا برای هر یک از این زندانیان گزارشی رسمی تهیه کرده، اما با وجود این، هنوز هیچ‌کدام از آن‌ها اجازهٔ آزادی نگرفته‌اند. همچنین در این گزارش‌ها، بخش‌هایی عمداً حذف یا سانسور شده بود. حکم دادگاه در ۱۲ ژوئن ۲۰۰۸ صادر شد و قانون کمیسیون‌های نظامی را باطل اعلام کرد.

## بازگرداندن به کشور و تبرئه
الزمیل یکی از پنج کویتی بود که در ۴ نوامبر ۲۰۰۵ به کویت بازگردانده شدند.
این پنج نفر در دادگاهی کویتی محاکمه شدند و تبرئه شدند.
واشینگتن پست گزارش داد که دو اتهام اصلی این بود که بازداشت‌شدگان به تأمین مالی الوفا، یک خیریه افغان با ارتباطات با القاعده کمک کرده‌اند و اینکه در کنار طالبان جنگیده‌اند.
وکیل بازداشت‌شدگان استدلال کرده بود که شهادت‌های اخذ شده در گوانتانامو نمی‌تواند در دادگاه‌های کویت مورد استفاده قرار گیرد، زیرا بازداشت‌شدگان و بازجویی‌کنندگان آن‌ها را امضا نکرده بودند.
محاکمه الزمیل در مارس ۲۰۰۶ آغاز شد و در ۲۲ ژوئیه ۲۰۰۶ تبرئه شد.

## مصاحبه مکلچی
در ۱۵ ژوئن ۲۰۰۸، سرویس خبری مکلچی مقالاتی بر اساس مصاحبه با ۶۶ بازداشت‌شده سابق گوانتانامو منتشر کرد. خبرنگاران مکلچی با عادل الزمیل نیز مصاحبه کردند.
عادل الزمیل به خبرنگاران مکلچی گفت که تا سال ۲۰۰۰ برای اداره مسکن کویت کار می‌کرد و سپس به افغانستان رفت تا برای خیریه الوفا کار کند و هرگز بیش از یک کارمند خیریه نبوده است که به توزیع غذا و نظارت بر پروژه‌های کوچک زیرساختی می‌پرداخت.
عادل الزمیل به خبرنگاران مکلچی گفت که هنوز از جراحات شکنجه‌های اولیه‌اش که دو ماه و نیم پیش از انتقال به گوانتانامو بوده، بهبود نیافته است. او توصیف کرد که به او نموداری نشان داده‌اند که سه نام روی آن بوده و با فلش‌ها به هم مرتبط بودند: اسامه بن لادن، ابو غیث، عادل الزمیل، که با فلش‌ها به هم وصل شده بودند. وقتی انکار کرد که با اسامه بن لادن مرتبط است، به مدت یک ماه در یک جعبه کوچک فلزی بدون سرویس بهداشتی زندانی شد:
| - «سلول داغ بود. شب‌ها نمی‌توانستم بخوابم. بالش از عرقم خیس شده بود. دیوار سلول سوراخ کوچکی داشت؛ بینی‌ام را به آن فشار می‌دادم. روی زمین دستشویی می‌کردم؛ چاره دیگری نداشتم.»[۱۶] - «فکر می‌کردم می‌خواهند مرا بکشند، بعد فکر می‌کردم قرار است آنجا بمیرم. ذهنم داشت از هم می‌پاشید. شروع کردم فکر کردن که یک روز در را باز می‌کنند و یک شیر می‌آورند تا مرا بخورد. دنیا کوچکتر و کوچکتر می‌شد.»[۱۶] |
عادل الزمیل به خبرنگاران گفت که در سال ۲۰۰۵، آخرین سال حضورش در گوانتانامو، بازجویان بارها تهدید کردند که او را به کشوری منتقل خواهند کرد که شکنجه‌های شدیدتری در آن انجام می‌شود. عادل الزمیل گفت که در نهایت، رفتار بازجویان اراده‌اش را شکست و به آن‌ها گفت:
به آن‌ها گفتم، «من اسامه بن لادن هستم. لطفاً مرا بکشید. فقط می‌خواستم این کابوس تمام شود.»
گزارش مکلچی بیان کرد که عادل الزمیل و چند نفر از همراهانش به جرم حمله به یک زن جوان به یک سال زندان محکوم شده بودند.